# Света Петка (Вевчани)
Вижте пояснителната страница за други значения на Света Петка.
„Света Петка“ (на македонска литературна норма: „Света Петка“), е късновъзрожденска църква в стружкото село Вевчани, Северна Македония. Църквата е част от Стружкото архиерейско наместничество на Дебърско-Кичевската епархия на Македонската православна църква – Охридска архиепископия.
Църквата е разположена северно от Вевчани, близо до „Свети Димитър“ в двор от 342 m2. Изписана е в 1924 година от вевчанския зограф Никола Бубаноски.